# Ludvig Holstein-Holsteinborg
Ludvig Henrik Carl Herman Holstein-Holsteinborg (Greve, 18 de julio de 1815 - 28 de abril de 1892) fue un político y dirigente danés. Entre otros cargos, fue presidente del Consejo de ministros de Dinamarca desde el 28 de mayo de 1870 al 14 de julio de 1874, es decir, encabezó el Gobierno Holstein-Holsteinborg.

## Biografía
Hijo de Friedrich Adolph Holstein-Holsteinborg y Wilhelmine Juliane, condesa de Reventlow, Ludvig Holstein se casó con Bodild Joachimime Zahrtmann en 1850 y tuvieron cinco niños. Su esposa murió en 1876. El político se casó nuevamente con Betzy Laura Rasmussen en 1878, con quien tuvo un hijo.

## Primer ministro
A pesar de que era miembro destacado del Partido del Centro (danés: Mellempartiet), Holstein dirigió una coalición entre los terratenientes (Nacional Landowners) y el Nacional Liberal.. El gabinete ministerial estaba dominado por sus tres ministros liberales nacionales, C.C. Hall, A. F. Krieger y C. E. Fenger.
Como primer ministro, Holstein rara vez expuso sus propias opiniones. Su papel era tan pasivo que el editor Vilhelm Topsøe lo satirizó como "el coronado de Kransekake".